# Yehuda Burla
Yehuda Burla, (in ebraico יהודה בורלא‎?) (Gerusalemme, 18 settembre 1886 – Tel Aviv, 7 novembre 1969), è stato uno scrittore israeliano.

## Biografia
Jehuda Burla discendeva da una famiglia rabbinica sefardita originaria della Spagna, nata a Smirne.
Fino all'età di diciotto anni, ebbe un'istruzione religiosa, studiando a yeshiva e beth midrash.
Dopo essersi diplomato al seminario degli insegnanti Ezra a Gerusalemme, incominciò a lavorare, sia a titolo didattico che amministrativo, in varie scuole affiliate all'Organizzazione Sionista.
Durante la prima guerra mondiale ha prestato servizio nell'esercito turco come interprete.
Continuò a insegnare fino al 1944, quando iniziò a lavorare nel settore pubblico fino a diventare direttore del dipartimento arabo dell'Histadrut.
Burla si distinse soprattutto per i romanzi.
Burla è uno dei pochi scrittori nato in Palestina ad aver avuto un successo internazionale.
Agli esordi della carriera scrisse un racconto di viaggio intitolato Tra le tribù arabe (Ben shitvé Arav), a cui seguì il primo romanzo Luna (1919), una storia d'amore ambientata nelle comunità sefardite della vecchia Gerusalemme, basata sul tema dei personaggi sopraffatti dal potere dell'amore e dalle forze del destino.
Le successive opere si caratterizzarono per l'ambientazione a Gerusalemme o nei quartieri ebraici delle città arabe oppure ancora nei campi Beduini, seguendo uno stile misto di realismo e romanticismo.
Tra i titoli più rilevanti si possono menzionare: Senza stella (Belì kokav); Figlia di Sion (Bath Zion); Le avventure di Akavyà (Aliloth Akavyah); All'orizzonte (Baofek).
Numerose furono le novelle realizzate dall'autore, tra le quali: Battaglie (Maarachoth) e Regina (Malkah).
Nei suoi scritti Burla si dimostrò capace di evocare la patina secolare delle pietre gerosolimitane o i freschi angoli dei cortili di Damasco, dove egli stesso visse per molti anni, carichi di calore umano. 
Le storie di Burla descrivono l'ambiente, la lingua, i costumi e il pensiero dei sefarditi mediorientali.
Ricca di colore è la sua descrizione e il suo approfondimento, quando descrive gli aspetti e i fenomeni della natura.
Burla ricevette il due volte il Premio Bialik (1939; 1955), il Premio Ussishkin due volte (1944; 1960), il Premio Israele (1961) e il Premio Gerusalemme (1962) e fu eletto presidente onorario (1964) della Associazione degli Scrittori Ebraici in Israele.
Quasi tutti i suoi figli seguirono le orme del padre, tra i quali ricordiamo: Oded Burla, scrittore, poeta e artista; Yair Burla, scrittore e traduttore; Ofra Adar Burla, scrittore e traduttore; Zuria Ben Nun.

## Opere
- Luna (Luna), 1919;
- Patria incantata (Kismei Moledet), 1926
- Senza stella (Belì Kokav), 1927;
- Sua moglie odiata (Ishto Ha-Senuah), 1928;
- Nell'oscurità che si sforza (Neftulei Adam), 1929;
- Storie (Sipurim), 1929;
- Figlia di Sion (Bath Zion), 1930;
- Cantante (Meranenet), 1930;
- Na'ama (Na'amah O Ba-Nistar U-Ba-Nigleh), 1934;
- Nella santità o nell'amore (Bi-Kedushah O Ahavah), 1935;
- Le avventure di Akavyà (Aliloth Akavyah), 1939;
- Trucchi della città (Lehatei Kiriah), 1939;
- Adam (Adam), 1943;
- All'orizzonte (Baofek), 1943;
- All'alba (Im Shahar), 1946;
- Donne (Nashim), 1949;
- Tom e Maria (Tom Ve-Mary);
- Nei cerchi dell'amore (Be-Ma`agalei Ahavah), 1953;
- La prima rondine (Ha-Snunit Ha-Rishonah), 1954;
- Desiderio (Kisufim), 1955;
- I viaggi di Giuda Halevi (Ele Masa'ei Yehuda Halevi), 1959;
- Rabbi Yehuda Halevi (Rav Yehuda Halevi), 1960;
- Scintille (Reshafim), 1961;
- Il dignitario (Ba'al Be-Amav), 1962;
- Opere raccolte (Col Kitvei), 1962;
- Due speciali storie d'amore ('Shnei Sipurei Ahavah Miyuhedet), 1964;
- In marcia (Le-Kol Ha-Tza`adah), 1965;
- In alta marea e in bassa marea (Be-Geut U-Be-Shefel), 1971;
- Storie raccolte (Yalkut Sipurim), 1975;
- Il Regno di David (Malchut David), 1978.